# المعهد الثقافي الإيطالي بالقاهرة

علم إيطاليا الحالي

المعهد الثقافي الإيطالي هو أحد أهم القلاع لنشر الثقافة الإيطالية في العالم ولديه العديد من الفروع في معظم عواصم العالم وخاصه دول البحر المتوسط ومنها مصر ويوجد له في مصر فرعين الأول في القاهرة والثاني في الإسكندرية.

## المعهد الثقافي الإيطالي بالقاهرة
يعتبر المعهد الثقافى الإيطالى بالقاهرة إحدى الهيئات الرسمية لدولة إيطاليا، كما أنه في نفس الوقت يعتبر المكتب الثقافى لسفارة إيطاليا بالقاهرة، ويهدف إلى تنشيط ونشر الثقافة الإيطالية في مصر، عن طريق تنظيم بعض الاحتفاليات الثقافية بالتعاون مع بعض المؤسسات الثقافية حسب التقاليد المصرية، كما أنه يلبى كل التساؤلات حول الثقافة الإيطالية ونظام التعليم الجامعى الإيطالى، كما أنه يقوم بتنظيم دورات لغة إيطالية وعلى إتصال دائم باقسام اللغة الإيطالية في خمس جامعات مصرية.
يقوم المعهد الثقافى الإيطالى بالقاهرة بتنسيق نشاطاته مع المعاهد الثقافية الإيطالية في منطقة البحر المتوسط وإفريقيا في كل من دمشق، بيروت، طرابلس، تونس، الجزائر، الرباط، أديس ابابا، نيروبى، بريتوريا عن طريق تبادل المشروعات وتنظيم الأحداث الثقافية المشتركة.
و يقدم المعهد الثقافى الإيطالى بالقاهرة الخدمات التالية للجمهور المصرى:
دورات اللغة والحضارة الإيطالية التي يدرس فيها مدرسون إيطاليون متخصصون، مكتبة اطلاع إيطالية لخدمة تلاميذ الدورات وللمشتركين بالمكتبة بغرض الإطلاع والاستعارة، خدمة المعلومات والوثائق حول إيطاليا من الجوانب الثقافية، خدمة المعلومات حول المنح الدراسية، خدمة المعلومات حول التسجيل في الجامعات في إيطاليا، كما يتم أيضاً إصدار إقرارات المعادلة للشهادات المصرية من المكتب القنصلى التابع للسفارة الإيطالية.
أما بخصوص الحفلات الموسيقية والمعارض الفنية والاحتفاليات الثقافية الهامة الأخرى فإن المعهد يقوم بتنظيم أُمسيات ثقافية تتضمن مشاهدة الأفلام الإيطالية ونقدها، وتمثيل مسرحيات باللغة الإيطالية بالتعاون مع طلبة المدارس الإيطالية وهواة الفن الإيطالي بجميع ثقافاته، وندوات شعرية بالعربية والإيطالية، والمعهد يقوم بكل ذلك بالتعاون مع هيئات ثقافية مصرية مثل وزارة الثقافة، وزارة التعليم العالى والبحث العلمى، وزارة التربية والتعليم، المجلس الأعلى للأثار، المجلس الأعلى للثقافة، دار الأوبرا المصرية، مكتبة الإسكندرية، المتحف المصرى، المتحف اليونانى الرومانى، متحف الفنون الجميلة بالإسكندرية، متحف محمد محمود خليل، قصر الفنون بالأوبرا، الهيئة العامة للكتاب، دار الكتب والوثائق القومية ومختلف جامعات مصر.
و من بين الاحتفاليات إلى يشارك فيها المعهد بانتظام نذكر: مهرجان القاهرة السينمائي الدولى، مهرجان الأسكندرية السينمائي الدولي، مهرجان القاهرة الدولى للمسرح التجريبى، مهرجان الرقص الحديث، بينالى القاهرة وبينالى الإسكندرية، ترينالى الجرافيك، بينالى الخزف، معرض القاهرة الدولى للكتاب، معرض القاهرة لكتب الأطفال، معرض الإسكندرية لكتب الأطفال.
كما يشترك المعهد الثقافى الإيطالى مع ممثلى الدول الأخرى في نشاطات وفد دول الاتحاد الأوروبي بالقاهرة.

## تاريخ المعهد
تأسس المعهد الثقافى الإيطالى عام 1950، ويقع المقر الرئيسى في حى الزمالك.
مديرو المعهد السابقون:
- كارلا ماريا بورى
- أتيليو دى جاسبيريس
- أنونسياتا تشيرفونى
- أديليا ريسبولى
- سيمونتا دى فيليتثس
- باتريتسيا رافيجى
- باولو سابتينى

## المعهد حول العالم
تتواجد المعاهد الثقافية في المدن الرئيسية في القارات الخمس، فالتسعون معهداً العاملين في إنحاء العالم يمثلون مكاناً مثالياً للقاء الفنانين والمفكرين والأدباء وايضاً عامة الشعب سواء إيطاليين أو أجانب والذين يودون مد أواصر الصداقة مع الشعب الإيطالى.
إن المعهد الثقافى الإيطالى ليس فقط واجهة لإيطاليا أومصدراً للمعلومات الحديثة حول النظام الإيطالى ولكنه أيضاً مركزاً للمبادرات الثقافية وللتعاون الثقافى، وقد أصبح نقطة التقاء للجاليات الإيطالية بالخارج ولتلقى الطلبات المتزايدة حول الثقافة الإيطالية من جميع أنحاء العالم.
والمعاهد الثقافية تدعم عمل السفارات والقنصليات في إظهار صورة إيطاليا من الناحية الثقافية منذ العصر الكلاسيكى حتى وقتنا الحاضر، فبالإضافة إلى تنظيمها للأحداث الثقافية في مختلف المجالات (الفن، الموسيقى، السينما، المسرح، الرقص، الموضة، التصوير الضوئى، الأدب، النشر... إلخ) فهى أيضا تقوم بالتالي:
- تقدم الفرصة لتعلم اللغات عن طريق تنظيم دورات اللغة وإدارة مكتبة تقدم مختلف المواد التعليمية والثقافية،
- تخلق قنوات إتصال مع الجهات الأجنبية لتسهيل عملية الإتصال مع الجهات الإيطالية في مجال التبادل والإنتاج الثقافى على مستوى العالم.
- تقدم المعلومات والدعم الكامل للهيئات الثقافية سواء الإيطالية أو الأجنبية،
- تقدم مبادرات تشجع الحوار الثقافى الدولى المبنى على مبادئ الديموقراطية والتضامن الدولى.